# Бронетехника в гражданской войне в Испании
В ходе Гражданской войны в Испании бронетехника активно применялась обеими сторонами конфликта. В общей сложности в ходе войны обе стороны использовали несколько сотен лёгких танков, танкеток и различных бронеавтомобилей. Абсолютное большинство танков и танкеток было поставлено в Испанию другими странами, в основном СССР, Германией и Италией; попытки наладить производство танков в Испании практических результатов не принесли. Бронеавтомобили частично поставлялись из СССР, частично производились в Испании, где имело место как изготовление единичных экземпляров или малых партий импровизированных бронеавтомобилей на доступных шасси, так и более организованное производство стандартизированных моделей бронеавтомобилей.
Бронетехника применялась на всём протяжении конфликта и, несмотря на рассредоточенность по небольшим бронетанковым частям и вытекающими из этого ограничениями в тактике боевого применения, бронетехника, а прежде всего танки, сыграла важную роль в боях испанской Гражданской войны, а в некоторых сражениях её применение становилось решающим.

## Применявшиеся образцы бронетехники

### Танки

#### Т-26
Т-26 (в испанских и других источниках с латинским алфавитом Т-26 с цилиндрической башней с 45-мм пушкой — T-26B [Т-26Б]) — советский лёгкий танк, самый массовый танк из поставлявшихся во время Гражданской войны в Испании.
Из «Поставки советской бронетехники в Испанию до 2 августа 1937 года»
Т-26 с радиостанцией — 155
Т-26 линейные (без радиостанций) — 126.
8 июля 1937 года начальник АБТУ РККА комдив Бокис подписал справку на отправленное 17 июля 1937 г. имущество
Танк Т-26 линейный (без радиостанций) с вооружением и ЗИП — 71 710 рублей (20 150 американских долларов);
Танк Т-26 с радиостанцией — 75 810 рублей (21 302 американских долларов).

##### Применение
12 октября 36 года на судне «Комсомол» прибыла 1-я поставка советских бронированных машин — 50 Т-26. На основе полученных T-26Б в городе Арчена вскоре организован 1-й танковый батальон. Состав учебного батальона танков — 3 роты по 3 взвода по 3 танка (в общем около 30 машин).
В середине ноября 1936 года активны уже 2 батальона. В декабре 36 года создана 1-я бронированная бригада из 3 батальонов T-26Б (96 танков). Весной 37 года бригада имеет 4 батальона танков и разведывательную роту с БА-6.
В эти же сроки принято решение о создании 2-й бригады — усиленная аналогичного состава. Кроме того, необходимость оказания бронированной поддержки разным направлениям требует создания еще 4 отдельных батальонов T-26Б, назначенных в каждую армию. Так, в июне 37 года в общем 12 батальонов T-26Б (4 в каждой бригаде и 4 отдельных) и 3 батальона колесных бронеавтомобилей (другие авторы упоминают 4). Последние батальоны организованы в полк бронемашин (3 батальона по 3 роты из 10 машин: около 96 колесных бронемашин) созданный в апреле 3. Иногда эта часть называется бригада броне машин. В других текстах упоминается также легкая бригада, оснащенная только бронеавтомобилями, но ощущение, что это еще одно название полка/бригады бронемашин.
Другие авторы дают разные данные реорганизации бронетанковых войск весной-летом 37 года и утверждают, что к 1-й бригаде присоединились другие 3 бронебригады. Эти бригады менее мощные, чем 1-я, потому что у них 1 батальон Т-26Б и 2 батальона бронеавтомобилей.
В октябре 37 новая реорганизация бронетанковых войск — на базе существующих бригад создание дивизии бронированных машин, которая включает 2 бригады Т-26Б (по 4 батальона), полк тяжелых танков (БТ-5), бригаду пехоты и роту противотанковых пушек. В этой дивизии 260 T-26Б и 48 БТ-5. Были также отдельные батальоны (2?) назначенные в каждую армию (с 3 ротами танков и 1 бронеавтомобилей). В любом случае реальное наличие танков значительно ниже, чем установленное в штатах: до этого момента получено только 256 T-26Б, из которых надо вычесть большое число уничтоженных, захваченных или списанных по износу.
Разрыв республиканской зоны на две заставил разделить исправную бронетехнику, которая структурирована с апреля 38 года в 1-ю дивизию бронированных машин (назначенную в Восточную группу армий — GERO) и 2-ю дивизию бронированных машин (GERC — Группа армий Центра). 1-я дивизия в составе 3 танковых бригад и 2-й и 3-й смешанных бригад танков и бронеавтомобилей (другие источники включают только 2 бригады в этой дивизии). БТ-5 во 2-ю дивизию. 1-я дивизия перестаёт существовать из-за падения Каталонии в феврале 39 года.
Фактическое наличие бронированных машин, которое имели эти дивизии, позже должно быть малое, так как с лета 37 года республиканцы получили только 25 Т-26 (13 марта 1938). Предполагается, что весной 38 года боеготовы немногим более 100 T-26Б, 28 БТ-5, 50 БА-6/Chevrolet 37 года и около 30 ФАИ и UNL-35 (количество UNL, кажется, очень мало).

#### БТ-5
Испания — единственная страна, куда поставили БТ-5: 38 БТ-5 без радиостанций и 12 с радиостанциями. Их погрузили на судно 24 июля 1937 года. С БТ-5 танкисты с А. Ветровым, основная часть с Кондратьевым на другом. Оно прибыло в Картахену 1 августа. Из БТ-5 был сформирован 1-й отдельный интернациональный танковый полк (1-й оитп), в экипажах — испанцы и добровольцы в основном из славянских стран. Но советские — большинство командиров и механиков-водителей. В конце сентября полк за двое суток совершил 630-километровый марш на гусеницах и колёсах.
13 октября оитп с десантом из батальона 15-й интербригады атаковал Фуэнтес-де-Эбро. Перед атакой «артподготовка» — несколько залпов двумя батареями. Десант почти сразу покинул танки и пытался следовать за ними. Танки вырвались вперед. У вражеских позиций несколько танков подожжены бутылками с зажигательной смесью, но отдельные вошли в город. Здесь БТ-5 оказались в невыгодном положении на узких улицах, и, потеряв ещё несколько танков, полк отступил. Потери — 16-28 танков, часть поврежденных эвакуировали. Самые тяжелые потери танков за войну. Погибло 16 экипажей, или — 37 танкистов.
У Теруэля в горах к октябрю 37-го 9 тысяч франкистов. У республиканцев 100 000 человек, 42 БТ-5 и Т-26 — 2 роты Т-26 и 20-25 БТ-5, около 30 бронеавтомобилей и 125 орудий. Авиация оказывала некоторую поддержку. 15 декабря в холод (до −20°) начали окружение. 17 декабря город окружен. Большую часть танки действовали из засад и контратаковали. Под новый год франкисты начали деблокаду города 8 пехотными батальонами с танкетками CV 3/35 и авиацией. Пехота Республики почти оставила позиции и несколько часов держались только танки, они подбили 2 танкетки и заставили отступить остальных. Танки 1-го оитп с Т-26 и бронеавтомобилями, контратаковали и рассеяли пехоту франкистов. 8 февраля 1938 года 5-ти тысячный гарнизон Теруэля сдался. К 8 февраля в 1-м оитп побито 15 танков, часть отремонтировали. Мятежники решили взять Теруэль 12 февраля, стянув 11 пехотных дивизий и 40 Pz.I и CV3/35. В 1-м оитп поврежден только 1 танк — близким разрывом бомбы. Его восстановили. 22 февраля республиканцы оставили город, потеряв около 55 000 человек.
22 февраля в полку 42 танка, боеготовы 15, видимо, и Т-26. Танки встали на ремонт. К этому времени помощь из СССР сократилась и запасных частей нехватало. Ремонт завершен к концу февраля и полк перевели на Восточный фронт, где после наступления франкистов «брешь» от Фуэндетодос до Монтальбана (на север от Теруэля). Танки окопали на шоссе Мартин-дель-Рио — Вальдеконехос, где ожидали удар. Утром 23-го 8 БТ-5 атакованы пехотой с 20-ю танкетками. Первыми выстрелами подбито 2 CV 3/35. Пехота под пулеметным огнем залегла. БТ-5 подбили ещё 2 танкетки и франкисты отступили. Преимущество БТ-5 над немецкими «панцерами» в очередной раз подтвердилось у Ихара и Альбасете-дель-Арсобиспо где 1 БТ-5 вступил в бой с 5 Pz.I, 1 подбил из пушки, и после того как разбило прицел — таранил второй.
Советское правительство в конце марта 1938-го решило отозвать и танкистов. К марту в 1-м оитп 18 танков. Из полка создали танковую бригаду. Летом 1938 года республиканцы сделали последнюю попытку переломить ход войны в битве на реке Эбро. В ней основная масса уцелевших танков и около 70-75 самолётов. Наступление с 25 июня первое время для республиканцев удачно. Они двигались к Гандесе в 25 км от Эбро, но через несколько дней обстановка изменилась. Местность с заболоченными и каменистыми участками. Ближе к городу холмы. Франкисты имели 550 самолётов, создав преимущество в авиации — определив исход боёв.
Немного БТ-5 после этого использовали в боях эпизодически. Франкисты начали использовать БТ-5 на год ранее. На Арагонском фронте в итальянской группировке недолго 3 трофейных БТ-5. Видимо, до победы франкистов ни один БТ-5 не дожил, сведений о действиях в 1938—1939 годах нет.

#### Pz.Kpfw.I
Panzerkampfwagen I (Pz.Kpfw.I) — германский лёгкий танк, разработанный в 1930—1933 годах, первый серийный танк Германии после окончания Первой мировой войны. По своему противопульному бронированию и чисто пулемётному вооружению, хотя и размещённому во вращающейся башне, Pz.Kpfw.I был близок к танкеткам, в то же время по своему назначению относясь к лёгким танкам и обладая некоторыми прогрессивными особенностями, такими как полная радиофикация всех машин.
Первая партия Pz.Kpfw.I Ausf.A прибыла в Испанию в составе танковой группы «Дроне» легиона «Кондор» в октябре 1936 года; в большинстве источников, в том числе в отчётах группы, фигурирует число в 32 поставленных танка, но в отдельных источниках встречаются числа и до 41 машины. Помимо них, в состав группы входило также некоторое количество командирских машин Kl.Pz.Bf.Wg. на базе Pz.Kpfw.I. В декабре того же года в Испанию была доставлена первая партия из 19 машин Pz.Kpfw.I Ausf.B. Поставки танков Pz.Kpfw.I продолжались до 1939 года, всего в Испанию было доставлено 117 танков Pz.Kpfw.I, из которых не менее 21 (по другим данным, около половины) относились к модификации Ausf.B.
Постепенно, к марту 1938 года, группа «Дроне» передала свои танки сформированному к тому времени испанскому 2-му танковому батальону, входившему в состав Испанского легиона. В составе этого подразделения Pz.Kpfw.I участвовали в сражениях при Теруэле, Брунете, на Эбро и в Каталонском наступлении. Чтобы хоть как-то повысить боевые качества германского танка, делались попытки установить в его башню итальянскую 20-мм автоматическую пушку «Бреда» mod. 35, однако известна лишь одна фотография Pz.Kpfw.I Ausf.A с этой пушкой, установленной в башне, увеличенной за счёт вставки дополнительной вертикальной секции. После победы франкистов и парада в Мадриде 19 мая 1939 года, в котором приняли участие и Pz.Kpfw.I, личный состав группы «Дроне» вернулся в Германию. Уцелевшие в боях Pz.Kpfw.I остались в Испании, где они состояли на вооружении вплоть до конца 1940-х годов.

### Танкетки
CV3 — итальянская танкетка, разработанная фирмами FIAT и «Ансальдо» в начале 1930-х годов на основе конструкции британской танкетки «Карден-Лойд» Mk.VI. По сравнению с британским вариантом, CV3 имела бо́льшие размеры и массу, усиленное (хотя и всё ещё противопульное) бронирование и более совершенную установку вооружения, в варианте 3/35 доведённого до двух 8-мм пулемётов. В итальянской армии классифицировалась как лёгкий танк, под обозначением L3. В начале 1930-х годов военные сочли привлекательными сравнительно низкую цену и простоту производства основанных на автомобильных агрегатах танкеток, и уже к июню 1936 года было произведено около 1100 танкеток этого типа, составивших основу танкового парка итальянской армии. Однако уже в ходе Второй итало-эфиопской войны выявилось серьёзное снижение реальной боевой эффективности танкеток из-за ограниченных углов наведения установленного в корпусе вооружения, а Гражданская война в Испании показала их высокую уязвимость от огня противника, что усугублялось слабостью чисто пулемётного вооружения, плохим обзором из-под брони и отсутствием на линейных машинах радиостанции.
В Испанию отправлялись танкетки модификаций CV3/33 и CV3/35 в линейном и огнемётном вариантах. Первые 5 линейных танкеток прибыли в Испанию 16 августа 1936 года и использовались только для подготовки испанских экипажей, вторая партия из 7 линейных и 3 огнемётных танкеток прибыла 29 сентября. В дальнейшем поставки танкеток партиями схожего размера осуществлялись вплоть до декабря 1938 года, когда в Испанию прибыла последняя партия из 32 танкеток. Всего было поставлено, по разным данным от 149 до 157 машин CV3/33 и 3/35. В боевых действиях в Испании было потеряно 56 танкеток этого типа.

### Бронеавтомобили
Особенность гражданской войны в Испании — широкое использование бронеавтомобилей (БА). Объяснялось это не только маневренными боевыми действиями и хорошим состоянием дорог, но хорошей производственной базой в Испании. Опыт первых боев показал, что бронеавтомобили ненамного уступают танкам, но дешевле и проще в обслуживании. Особо активно развивалось бронеавтомобилестроение в республиканской зоне, где были наиболее крупные центры автомобилестроения.

#### «Бильбао» (Bilbao)
Накануне Гражданской войны самыми массовыми бронеавтомобилями в Испании были «Бильбао» («Bilbao») на основе грузовика Додж 4х2, которые поставляли в Испанию. Бронелисты крепили на металлическом каркасе заклёпками. Броня был довольно слабой, в противном случае пришлось бы пожертвовать скоростью и проходимостью. Экипаж — командир, водитель и 2 стрелка. В корпусе по бокам шесть закрывающихся окон и одно сзади. На корпусе цилиндрическая башня с одним 7-мм пулемётом Гочкис. Внутри также можно было перевозить до пяти солдат.
БА производился с 1932 года на фабрике в Сестао рядом с Бильбао; по названию города в котором был разработан, и был назван бронеавтомобиль. Поставки были закончены 12 августа 1936 года после выпуска 48 штук БА. Хотя темп сборки был невелик, к концу 1934 года бронеавтомобилями «Бильбао» было укомплектовано 18 механизированных групп.
После путча летом 1936 года у республиканцев оказался 41 «Бильбао», у мятежников — 7. Два БА республиканцев, в смешанной группе из пехоты, 3-х орудий, 3-х «Бильбао» и самолёта, участвовали в атаке на мятежные казармы Ла-Монтанья и спустя несколько часов овладели ими. Четыре БА вошли в состав мех. колонны полковника Рикельме во время похода на Толедо и замок Алькасар в конце июля. В этих боях два БА было безвозвратно потеряно. 22-24 июня 1936 года восемь «Бильбао» было в колонне полковника Ильдефонсо Пигдендоласа, атаковавшего города Алькала-дэ-Энарес и Гвадалахара. Почти одновременно пять БА из «группы пулемётов и пушек» участвовали в наступлении на мятежников у города Альто-дель-Леон, и хотя результаты оказались положительны, два БА были захвачены мятежниками. Семь других БА этой части распределили между другими колоннами, формирование которых в это же время начали в Мадриде. Например, пять БА передали колонне Maнгада, которая участвовала в боях под Навальпераль-де-Пинарес. Дальнейшие действия бронеавтомобилей «Бильбао» подробно не выяснены. Два БА участвовали в обороне Мериды, где были захвачены франкистами и вновь использовались против республиканцев в боях за Бадахос. На Северном фронте два «Бильбао» в колонне под командованием Галвиса (Galvis) участвовали в боях у города Ирун. Ещё четыре БА использовали республиканцы у городов Сан-Себастьяна и Бильбао в апреле-июле 1937 года.
До нашего времени сохранился один «Бильбao», захваченный франкистами, который выставлен в Мадриде в военной школе материально-технического обеспечения и тыла.
Характеристики бронеавтомобиля «Бильбао» образца 1932 года
| Масса | Экипаж | Длина   | Ширина  | Высота  | Вооружение    | Лоб   | Борт | Башня | Двигатель   | Ходовая часть        | Скорость |
| ----- | ------ | ------- | ------- | ------- | ------------- | ----- | ---- | ----- | ----------- | -------------------- | -------- |
| 4,8 т | 4 чел. | 5440 мм | 2070 мм | 2060 мм | 1 7-мм Гочкис | 10 мм | 8 мм | 10 мм | 63-64 л. с. | колесная формула 4х2 | 52 км\ч  |

#### БА-6, БА-3 и ФАИ
С осени 1936 г. СССР оказывал Испанской республике помощь оружием, техникой, продовольствием, боеприпасами и советниками. В октябре 36-го в Испанию доставили единственные 60 БА — 37 БА-6, 3 БА-3 и 20 ФАИ; 20 БА-6 и 10 ФАИ на север и остальные на юг в Картахену. В октябре, при отражении наступления франкистов на Мадрид, эти броневики использовались в боях в составе отдельных отрядов и групп. 1 ноября группа полковника Кривошеина из 23 Т-26, 6 БА-6 и 3 ФАИ, нанесла контрудар, остановив франкистов. Успешно действовали пушечные броневики — не уступая по огневой мощи Т-26, они, из-за большого количества хороших дорог и шоссе, превосходили танки в манёвре, неожиданно появляясь на опасных участках. В докладах об осенних боях военные советники писали: «Лучшая машина ФАИ. Маленькая, быстрая, поворотливая. Как средство разведки замечательная, почти безотказна. Хуже действует БА-6. Мотор слаб, часто выходит из строя демультипликатор, резина выдерживает хорошо. Бронеавтомобили прошли более 600 км. На походе сначала ставили ФАИ, затем БА-6, но БА-6 тяжел и медленнее, получались растяжки. Затем стали делать наоборот и растяжки сократились».
Благодаря мощной 45-мм пушке БА-6 и БА-3 управлялись с танками и танкетками франкистов без проблем — и с немецкими легкими Pz.I, и с итальянскими танкетками CV3. Например, когда пехота противника при поддержке CV3, наступавшая от Вальдеморо на Симпассуэло, прорвала фронт 18-й республиканской бригады, из резерва ввели в бой 6 БА-6, которые, пройдя 16 км, с марша врезались в наступавшие танкетки, 16 разбили, а остальные заставили отступить. Наступление мятежников на этом участке было временно задержано. В течение нескольких последующих дней здесь достаточно было показаться пушечным броневикам, как противник немедленно отказывался от наступления на этом направлении.
6 ноября 1936-го группа Кривошеина из 15 Т-26 и 12 БА-6 контратаковала наступающих франкистов у Вильяверде и Вильявисиоза. В бою уничтожено несколько артиллерийских батарей, 12 пулеметов, несколько танкеток CV3 и до двух батальонов пехоты. Соединившись, группа нанесла удар на Карабанчель-Альто, занятый франкистами, уничтожив 5 танкеток CV3 и 4 противотанковых батареи. Но с наступлением ночи бронемашины группы ушли в Мадрид, так как в этих боях пехота за танками не шла. В декабре 36-го в республиканской армии сформирована танковая бригада. Бронеавтомобили вошли в разведывательный батальон, вначале имевший 22 БА — 10 БА-3/БА-6 и 12 ФАИ. Потом, из-за потерь, их число сильно сократилось. На 1 февраля 1938 года в республиканской армии было всего 7 БА-6 (из них 3 в ремонте) и 3 ФАИ, остальные потеряны в боях. К окончанию Гражданской войны в Испании в феврале 39-го в боевом составе находилось всего до 5 советских БА.
Оставшиеся после войны бронеавтомобили попали к франкистам. Точное число оставшихся исправными после Гражданской войны в Испании советских средних бронеавтомобилей невелико — по разным данным от 5 до 15. Они служили в испанской армии до середины 1940-х годов.

#### Бронеавтомобили UNL-35
В ноябре 1936 года комиссия по броневому вооружению Испанской республики поручила советскому военному советнику Н. Н. Алымову спроектировать бронеавтомобиль по образцу ФАИ и БА-6. Разрабатывали конструкторскую документацию на заводе № 22 «Унион наваль де Леванте» в Валенсии. По первым буквам названия завода броневик официально назван UNL-35.

Производство брони для броневиков наладили на заводе в городе Сагунто под руководством советского инженера А. Воробьева. Из отчета Н. Алымова, посланного в Москву в июне 1937 года, следует, что он послан на завод «Навалис» для производства бронеавтомобилей на шасси ЗИС-5. Раму укоротили на 140 см, так как шасси было длинное, обрезали карданный вал и передвинули задние рессоры. Бронекорпус сварной и клепанный на угольниках. Низ бронированный, вооружение — 2 пулемета.
Производство броневого листа наладили на заводе «Сагунто» в провинции Валенсия. Был взят химический анализ советской и немецкой брони, и на основе этого проведены опыты по изготовлению брони с высоким содержанием хрома и никеля. В результате получилась хорошая твердая броня, которая при толщине 10 мм не пробивается бронебойной пулей с 25 м. Кроме того, изготовлена экранированная (двухслойная) броня склёпкой 7-мм бронелиста с 3-мм котельным железом. При стрельбе бронебойной пулей с 25 метров броня пробивалась, а на месте железа получалась вспучина. Все построенные броневики покрывались экранированной броней.
К июню сдали 26 БА, из них 10 с пулеметами Максима и 16 с пулеметами ДТ. В производстве 200 на заводах «Навалис», «Сагундо», «Торрес», «Девис». О строительстве БА франкисты знали, после выпуска 10 БА бомбили заводы «Навалис» и «Сагундо».

Было два основных варианта UNL-35 на шасси ЗИС−5 — они различались бронированием двигателя и рядом других мелких частей.
С лета 1937-го до весны 1938-го выпускали до пяти-шести UNL-35 в месяц. С весны 1938-го, из-за сильных бомбардировок авиации франкистов производство бронеавтомобилей переместили на завод «Амат» в город Эльда, провинция Аликанте. Но к тому времени поставку ЗИС-5 из СССР прекратили, поэтому для производства UNL-35 приспособили другие шасси, главным образом «Форд» V8 и «Шевроле» (для бронирования использовано несколько шасси с правым расположением руля). Это, а также перебои с поступлением бронелистов, значительно снизили темпы выпуска бронеавтомобилей, и только с сентября 1938 года производство бронеавтомобилей начало расти и прекратилось в марте 1939-го после падения республики. За 2 года построили более 120 UNL-35 (больше половины на базе ЗИС-5).

#### AAC-1937
Ранее выпускавший грузовики завод «Дженерал Моторс» в Барселоне на шасси заднеприводного грузовика «Шевроле SD» 1937 года начал проектировать более тяжелый бронеавтомобиль, позаимствовав многие решения у бронеавтомобилей UNL-35 и БА-6. В появлении бронеавтомобиля участвовали и советские специалисты, и проглядываются многие черты советских БА-6. Возможно, что к ААС имели отношение советские военные инженеры А. Воробьёв и Н. Алымов, работавшие над UNL-35.
Базовое шасси «Шевроле SD» начально двухосное, с длинной базы 131 дюйм (3327,2 мм), при проектировании вместо одного заднего моста решили поставить тележку с двумя ведущими мостами, при этом колёсная формула стала 4×6.
Задние мосты или Форд-Тимкен (с отличиями от мостов Газ-ААА/БА-6), или комплекты шасси «LHD» компании «Thornton tandem company»; на сохранившихся фото есть сходство рессор и других элементов тележек ААС-1937 с продукцией «Thornton …»; «Thornton …» комплектовал тележки и собственной раздаточной коробкой, рессорной подвеской «Truxmore Third Axle» и, по видимому, мостами того же Тимкен.
Проектировать БА окончили в марте, производство доверили барселонской компания Hispano-Suiza. Первые бронемашины, названные ААС-1937, изготовлены в апреле 1937-го. Бронекорпус толщиной от 4 (крыша) до 9 мм (лоб), в основном 8 мм, бронелисты, изготавливавшиеся на металлургического завода в Сагунто, крепили на заклёпках к каркасу из уголков и сваривали. Башня сварная многогранная. Вооружение — 2 пулемёта (ДТ или Максим). Для повышения огневой мощи (по предложению Д. Г. Павлова) часть броневиков вооружили 37-мм пушкой Пюто (часть пушек взяли, вероятно, с неисправных танков FT-17) с сохранением пулемёта в башне. На несколько бронемашин установили башни с разбитых и не подлежащих восстановлению Т-26, БТ-5 или БА, по некоторым данным 45-мм пушку так же ставили в башни испанской разработки. Кроме советской башни этот броневик имел индивидуальное оформление носа (бронирование лобовой части корпуса, крылья упрощённой формы, отсутствие «жабер» вентиляции моторного отсека, бронекрышка горловины радиатора сдвинута к диаметральной плоскости), что наталкивает на мысли об установке другого двигателя.
Машины выпускались мелкими сериями: до марта 1938-го ежемесячно производилось около четырех ААС-1937. Позже, из-за военно-политических причин (основная территория республики оказалась отрезана от Каталонии), начались перебои с поставкой бронелистов. Выпуск броневиков снижался и окончательно прекратился в феврале 1939 года. Всего республиканская армия за время производства получила чуть более 70-ти бронеавтомобилей. То ли из-за слишком растянутого и немногочисленного производства, то ли из-за перeбоев с поставкой комплектующих или по другим обстоятельствам, броневики разного времени выпуска имеют небольшие различия конструкции и компоновки (например передние крылья разной формы, есть/нет кожух непонятного назначения слева снизу перед задним крылом, большее количество клёпок и накладок на броневиках раннего или позднего выпуска и другое, хотя разделение на машины раннего/позднего выпуска условно.
ААС-1937 в боях начали использоваться почти сразу после начала производства. Уже в июле 1937-го несколько БА воевали под Брунете. К лету 38-го все броневики этого типа в 1-й (Каталония) и 2-й (зона Центр-Юг) танковых дивизиях Республики и применяли в боях в Каталонии, на Центральном и Южном фронтах. Некоторые бронемашины захватили франкисты, они меняли пулемёты на МГ-13 и использовали в боях на севере, в Андалузии, Эстремадуре и в Севилье; после Второй мировой их модернизировали — они получили более мощные двигатели Chevrolet 1500 cм2 и были в строю до 1956—1958 годов..

#### Тизнаос — самодельные бронеавтомобили
Яркое место в истории в Гражданской войны в Испании занимают самодельные бронеавтомобили (БА), произведенные в значительных количествах. Практически каждый отряд города или поселка в Испании старался завести в это время самодельный БА, это зависело от их промышленных возможностей. Систематизировать и описать их полностью не по силам даже испанским историкам, так много их выпустили и так мало осталось о них информации, за исключением фотографий.
Чаще всего это кустарные БА, бронированные подходящей сталью, без башен, с амбразурами для стрельбы из ручного стрелкового оружия — винтовок, ручных пулемётов (лёгких по западной терминологии), пистолетов-пулемётов и даже пистолетов.
Несколько совершеннее броневики, бронированные на некоторых крупных заводах и верфях. Здесь даже некоторая «серийность», на некоторых из них вооружение и в башнях. Есть фотографии, на которых бронемашины с куполообразными башнями и даже с башнями от советских танков или БА-6 или БА-3 (их башни почти неразличимы). Где строились бронемашины, неизвестно, хотя, судя по фотографиям, они были и у франкистов и участвовали в параде в Севилье в 1939 году. Их интересная особенность — колеса, внешние из них были меньшего диаметра и, видимо, предназначены для повышения проходимости на мягком грунте и по грязи.
Руководство франкистов в целом импровизированные бронемашины не одобряло, если они и использовали их на начальном периоде войны, то только некоторые или однотипные. В частности, на базе автомобиля «Форд Таймс» 7V националисты сделали броневик, который применяли как самоходный миномет. На нем открытый сверху бронекузов, в котором был установлен 81-мм миномет, бронированные капот и кабина. Также мог устанавливаться пулемёт, со снятым минометом этот броневик использовали для перевозки солдат. В подразделениях, где была разная бронетехника, эти броневики хорошо себя зарекомендовали.
Эти импровизированные броневики назывались «тизнаос» (серые), но на фотографиях некоторые из них в камуфляже. Вероятно, дело в том, что по инструкции 1929 года все бронемашины испанской армии должны красить в «артиллерийский серый» (средне-серый) (немецкие танки, также окрашенные в серый, испанцы называли «негрилос» [черные], что говорит о более светлом тоне испанской окраски). «Бильбао» тоже называли «тизнаос», поскольку и их, и импровизированные броневики в начале войны красили так же. Также по инструкции 1929 года бронетехника должна была иметь на боках панели 70 × 35 см, на которых белыми буквами указывалась принадлежность, например «артиллерия» или «инфантерия», и номер машины. Позднее этого правила не придерживались, но на многих самодельных броневиках, кроме окраски, много и надписей и аббревиатур организаций — UHP, UGT, CNT, FAI, которые их создали. Иногда на одном броневике по несколько, что говорит о «единении» организаций во время постройки броневика. Эти самодельные бронеавтомобили, бронетракторы и танки «Шнейдер» СА1 чаще использовали для патрулирования и других вспомогательных заданий.

## Сравнение особенностей лёгких танков в испанской гражданской войне
Таблица сравнения особенностей лёгких танков участвовавших в Гражданской войне в Испании
|              | Танк Т-26                                                 | Танк Pz Kpfw I                     | Танкетка Фиат CV3/33                           | Танкетка Фиат CV35       |
| ------------ | --------------------------------------------------------- | ---------------------------------- | ---------------------------------------------- | ------------------------ |
| Масса т.     | 9.4                                                       | 5.4                                | 3.15                                           | 3.3                      |
| Вооружение   | 37-мм 5-К или 45-мм 20-К пушка, 2-3 x 7,62-мм пулемёта ДТ | два пулемёта MG 13 калибра 7,92 мм | пулемёт 6.5 mm или 8 мм                        | пулемёт 8 мм Breda       |
| Боекомплект  | 122 артиллерийских снаряда                                | 2,250 пулемётных патрона           | 3,200 8 мм или 3,800 6.5 мм пулемётных патрона | 3,200 пулемётных патрона |
| Запас хода   | 175 км                                                    | 200 км                             | 125 км                                         | 125 км                   |
| Бронирование | 7-16 мм                                                   | 7-13 мм                            | 5-15 мм                                        | 5-13.5 мм                |

## Влияние опыта Гражданской войны в Испании на мировое танкостроение
Гражданская война в Испании стала первым со времён Первой мировой войны значительным военным конфликтом, в котором бронетехника в больших количествах применялась обеими сторонами. Проверка на практике существовавших концепций конструкции и боевого применения танков оказала влияние на всё предвоенное мировое танкостроение конца 1930-х годов, в первую очередь в тех странах которые непосредственно участвовали в конфликте (СССР, Германия, Италия), а также в США, приведя к признанию полной дальнейшей бесперспективности танков с чисто пулемётным вооружением и к усилению брони танков, с переходом к их противоснарядному бронированию.

### США
В США на основе полученной через военных атташе в Испании информации, были сделаны всё те же два основных вывода: о полном превосходстве в бою танков БТ и Т-26 с пушечным вооружением над танками с пулемётным вооружением, а также о высокой уязвимости лёгких танков к огню противотанковых орудий. На основе анализа опыта этой войны подполковником Г. М. Барнсом 15 апреля 1938 года был сделан доклад «Программа развития танков для Армии США» (англ. Tank Development Program for the U. S. Army), в котором делался вывод о несоответствии вооружения и защиты существующих лёгких танков США требованиям современной войны. В частности, оценивалось, что 16-мм лобовая броня этих танков может быть пробита противотанковыми орудиями на любых реальных дистанциях боя, а 12,7-мм пулемётом — с дистанции до 640 метров и уже в ближайшем будущем разработки в области вооружений могут увеличить эту дистанцию до 914 метров, а в качестве вооружения танков рекомендовалась 37-мм противотанковая пушка вместо применяемых 12,7-мм пулемётов M2. Доклад затронул лишь лёгкие танки, нет сведений о том, что опыт испанской войны повлиял на разработку средних танков, в то время осуществлявшуюся в виде программы T5.
Из-за ограниченного объёма финансирования, выделявшегося на танкостроение в тот период, немедленно осуществить планировавшуюся модернизацию не удалось. Чтобы уложиться в рамки бюджета, предлагался даже отход от традиционной компоновки и переход к упрощённому лёгкому танку, в котором 38-мм лобовое бронирование и вооружение 37-мм пушкой при массе в 7 тонн достигались за счёт отказа от башни, сокращения экипажа до двух человек и размещения орудия в корпусе. В качестве временного решения, лобовая броня танка M2 была усилена до 22 мм в модификации M2A3, что обеспечило лучшую защиту от лёгкого стрелкового оружия, такого как крупнокалиберные пулемёты и противотанковые ружья, и хотя бы некоторое снижение эффективной дальности противотанковых орудий. В той или иной степени новые требования были осуществлены лишь к 1940 году, когда началось серийное производство модификации M2A4, получившей как круговое 25-мм бронирование, так и 37-мм пушку M5 в двухместной башне. Опыт Гражданской войны в Испании также поставил в США, как и в других странах, вопрос о само́й возможности выполнения лёгкими танками в изменившихся условиях роли основной бронетанковой силы армии, но финансовые ограничения не позволяли в то время не только осуществить их замену средними танками, но и даже развернуть массовое производство последних.

### Сноски
1. ↑  Т-26 с двумя малыми башнями в западных источниках часто называют Т-26А (t-26a), Т-26 с одной конической башней с 45-мм пушкой — Т-26С
2. ↑  Запасные части, Инструмент и Принадлежности
3. ↑  На танках устанавливались лишь радиоприёмники, тогда как приёмопередающие радиостанции устанавливались на специализированных командирских машинах Kl.Pz.Bf.Wg.. Тем не менее, в целом такая система позволяла командиру сравнительно эффективно управлять действиями своего подразделения
4. ↑  Выпускалась также командирская версия CV3/35R, оснащённая радиостанцией, но в Испанию такие танкетки не поставлялись